# Citrus Monsoon
『Citrus Monsoon』（シトラス モンスーン）は、小森まなみの7作目のアルバムである。2001年7月25日、スターチャイルドより発売された。

## 解説
- オリジナルアルバムとしては前作『Presage』から2年8ヶ月ぶりとなる。これは、この間にベストアルバムと、高橋直純とのユニット・AsRとしてアルバムを挟んだ為。
- 「青空-L号」は作曲の山口憲一率いるwfaceがアルバム『hot beef sandwiches』にてセルフカバーしている。

## 収録曲
1. HAPPY RIDER
  - 作詞：小森まなみ、作曲：池間史規、編曲：大森俊之
  - テレビアニメ『21世紀まんがはじめて物語』オープニングテーマ
2. non-prosecution
  - 作詞：小森まなみ、作曲・編曲：飯塚昌明
3. 桜の下で
  - 作詞：小森まなみ、作曲：岡崎律子、編曲：飯塚昌明
4. Blue Lagoon
  - 作詞：小森まなみ、作曲・編曲：山口憲一
5. 終わらない夏
  - 作詞：小森まなみ、作曲・編曲：山口憲一
6. ひまわり
  - 作詞：小森まなみ、作曲・編曲：池間史規
  - ラジオ『mamiのRADIかるコミュニケーション』エンディングテーマ
7. ひみつのコード
  - 作詞：小森まなみ、作曲・編曲：池間史規
8. ぽっぷな勇気
  - 作詞：小森まなみ、作曲・編曲：奥慶一
  - 劇場版『おジャ魔女どれみ♯』主題歌
9. My Dear…
  - 作詞：小森まなみ、作曲：植木健司、編曲：添田啓二
10. 青空-L号
  - 作詞：小森まなみ、作曲：山口憲一、編曲：堀隆
11. ～なぎ～
  - 作詞：小森まなみ、作曲：中村裕介、編曲：中村裕介・丸尾めぐみ